# Xoài Earlygold
Xoài Earlygold (hay, Early Gold) là một giống xoài đầu mùa có nguồn gốc ở Đảo thông, Florida.

## Lịch sử
Cây ban đầu được trồng trên khu rừng của Frank Adams ở Đảo thông, Florida. Trong nhiều thập kỷ, nguồn gốc của cây không được biết nhưng phân tích phả hệ chỉ ra rằng Haden là giống cha mẹ có khả năng. Mầm cay của nó đã được gửi đến Trạm nghiên cứu cận nhiệt đới gần Miami, Florida và một cây ghép được trồng ở đó vào năm 1942. Một đặc điểm đặc biệt của cây là mùa ra quả sớm, bắt đầu vào tháng Năm.

## Miêu tả
Quả có hình thuôn dài, trung bình có trọng lượng dưới một pound và có một cái mũi khoằm nhỏ bên. Thịt có màu vàng đậm và không có chất xơ, ngọt và thơm. Quả chín vào thời gian từ tháng Năm đến tháng Sáu.
Xoài này là một giống cây trồng có sức sống vừa phải.